# Albert Mamy
 (décembre 2022).
Si vous disposez d'ouvrages ou d'articles de référence ou si vous connaissez des sites web de qualité traitant du thème abordé ici, merci de compléter l'article en donnant les références utiles à sa vérifiabilité et en les liant à la section « Notes et références ».
Albert Mamy, né le 14 août 1939 à Toulouse (Haute-Garonne), est un homme politique français.

## Biographie
Né le 14 août 1939 à Toulouse, Albert Mamy est un avocat et homme politique français, membre des Républicains et auparavant du Parti républicain (PR) et de l'UDF puis de l'UMP. Il a occupé de nombreux postes politiques dans le département du Tarn et de la Région Occitanie. Il est maire de Sorèze et ancien député du Tarn.

### Origine familiale et vie privée
Albert Mamy tient son nom et son prénom de son grand-père paternel qui est sculpteur connu et marbrier à Toulouse et qui épouse Germaine Bastoul venant de Sorèze dans le Tarn. Son père, Marcel Mamy et sa mère Lucienne Suzanne ont quatre enfants : Albert, Maurice (élu municipal à Toulouse), Michèle et Nadine. Il est marié avec Pierrette Blanquet, professeur et a un enfant : Bénédicte.
Après avoir été scolarisé à l'école publique de Sorèze, Albert Mamy fait ses études secondaires au pensionnat Saint-Joseph de Toulouse puis à la Faculté de droit de l'Université toulousaine où il obtient après la licence un diplôme d'Études supérieures de droit civil et pénal.

### Carrière professionnelle
Il prête le serment d'avocat au barreau de Toulouse en décembre 1963 et obtient à la fin du stage, le premier prix de la Conférence de stage, médaille d'or, prix Alexandre Fourtanier où il fait l'éloge du Bâtonnier Pigasse, homme politique tarnais. Il crée en 1972 une Société civile professionnelle avec Georges de Capella et Bernard Sirol. Membre du Conseil de l'Ordre de 1980 à 1986, il quitte ce cabinet et recréé une nouvelle Société d'avocats avec François de Firmas, Isabelle Sicard et Sylvanie Delbouys dont il reste associé après sa prise d'honorariat.

### Carrière politique
Albert Mamy débute la vie publique par le syndicalisme étudiant étant l'un des fondateurs de la FNEF (Fédération nationale des étudiants de France) en 1962. Il est proche de la F.E.N (Fédération des Etudiants Nationalistes).
Après sa rencontre avec Valéry Giscard d'Estaing en 1967, il milite aux Républicains Indépendants et devient secrétaire régional des "RI" en Midi-Pyrénées sous la houlette de Roger Chinaud et d'Hubert Bassot. Élu Conseiller général du Tarn le 15 mars 1970, il entre au Bureau politique de ce parti et devient le mandataire de Valéry Giscard d'Estaing à la présidentielle de 1974. Il est élu Conseiller municipal de Sorèze en 1971. Réélu Conseiller général du canton de Dourgne en 1976, Albert Mamy devient maire de Sorèze en Mars 1977. Il occupe toujours cette fonction. Le 16 mars 1986, il est élu député du Tarn. Il est nommé Secrétaire général adjoint du Parti Républicain avec Jean-Pierre Raffarin et Dominique Bussereau. Il préside le Parti Républicain du Tarn de 1976 à 1995. En 1989, François Léotard le nomme secrétaire national chargé des élus locaux. En 1993, Albert Mamy est élu Conseiller régional de Midi-Pyrénées, ensuite réélu en 1998 jusqu'en 2004. Parallèlement à ses fonctions de maire de Sorèze, il est également premier vice-président de la Communauté de communes Lauragais-Revel-Sorèzois depuis 2001 chargé de la sécurité des affaires juridiques et du dossier "Grands sites d'Occitanie"

### Activités d'élu local
En qualité de Conseiller général du Tarn, il est rapporteur du projet de création du Parc naturel régional du Haut-Languedoc dont la première présidence est assurée par le député et ministre Jacques Limouzy. Maire de Sorèze, il est à l'origine de la création du Syndicat Mixte de l'Abbaye-école de Sorèze regroupant le département du Tarn, la région Occitanie et la commune de Sorèze. Ce syndicat sous la présidence du Sénateur Thierry Carcenac jusqu'en 2017 a réalisé sur le site un hôtel-restaurant, un parcours muséographique sur l'histoire de l'École royale militaire de Sorèze, le musée Dom Robert de la tapisserie du XXe siècle, les universités Pierre Fabre et l'Université régionale des Métiers d'Art. La commune de Sorèze a obtenu les labels "Cité Remarquable de France"  et de "Grands Sites d'Occitanie" ainsi que celui de "Maison des Illustres" pour l'Abbaye-école.

### Distinctions et décorations
Chevalier de la Légion d'honneur

## Détails des fonctions et des mandats
Mandat parlementaire
- 16 mars 1986 - 14 mai 1988 : Député du Tarn

Mandats locaux
- mars 1970 - mars 1982 : Conseiller général du canton de Dourgne
- mars 1977 - mai 2020 : Maire de Sorèze
- mars 1992 - mars 2004 : Conseiller régional de Midi-Pyrénées
- 1994 - 2001 - Premier Vice-Président du District "Lauragais - Revel - Montagne Noire"
- 2001 - Premier Vice-Président de la Communauté de Communes "Lauragais-Revel-Sorèzois"

Œuvres et publications
- Avril 2021 : "Une Passion Sorézienne" - Roman d'études sociales, Éditions A.M.DENIS (400 pages)